# Ludbreg
Ludbreg város Horvátországban Varasd megyében.

## Fekvése
Varasdtól 25 km-re délkeletre a Varasd-Kapronca út mellett a Bednja-folyó partján fekszik. Közigazgatásilag Apatija, Bolfan, Čukovec, Globočec Ludbreški, Hrastovsko, Kućan Ludbreški, Segovina, Selnik, Sigetec Ludbreški, Slokovec és Vinogradi Ludbreški települések tartoznak hozzá.

## Története
Ludbreg Horvátország legrégibb városainak egyike. Területén a rómaiak 6. és 9. között Iovia néven várost létesítettek, ahova a légiók kiszolgált katonáit telepítették le. A település valószínűleg már a 4. században püspökség székhelye volt. A történeti források 381-ben említik Amantiust, mint Iovia püspökét. A rómaiakat elsöpörte a népvándorlás és a 6. században szlávok érkeztek e vidékre. A későbbi település magját mindazonáltal a római város maradványai képezték.
A középkori települést először IV. Béla idejében 1244-ben a Bednja átkelőhelyeként említik Transit aquam Bugne-Bednja néven. Korábban, 1226 és 1242 között Béla öccsének, Kálmán hercegnek a birtoka volt. Egykori várát a Péc nembeli Péter építtette a 13. század második felében. A 14. században a Ludbregi család birtokaként jelentős településsé vált. Plébániáját már az elsők között 1334-ben Ivan zágrábi főesperes oklevelében említik. 1360-ban a Ludbregiek eltűnnek innen és tíz évvel később már Csúz János horvát bánt találjuk a település birtokában. Halála után a birtokot fiai örökölték és utódai egészen 1442-ig birtokolták. Plébániatemploma is ebben az időszakban, 1410-ben épült fel, az ősi római bazilika alapjain, később 1659-ben, 1779-ben és 1829-ben is átépítették.

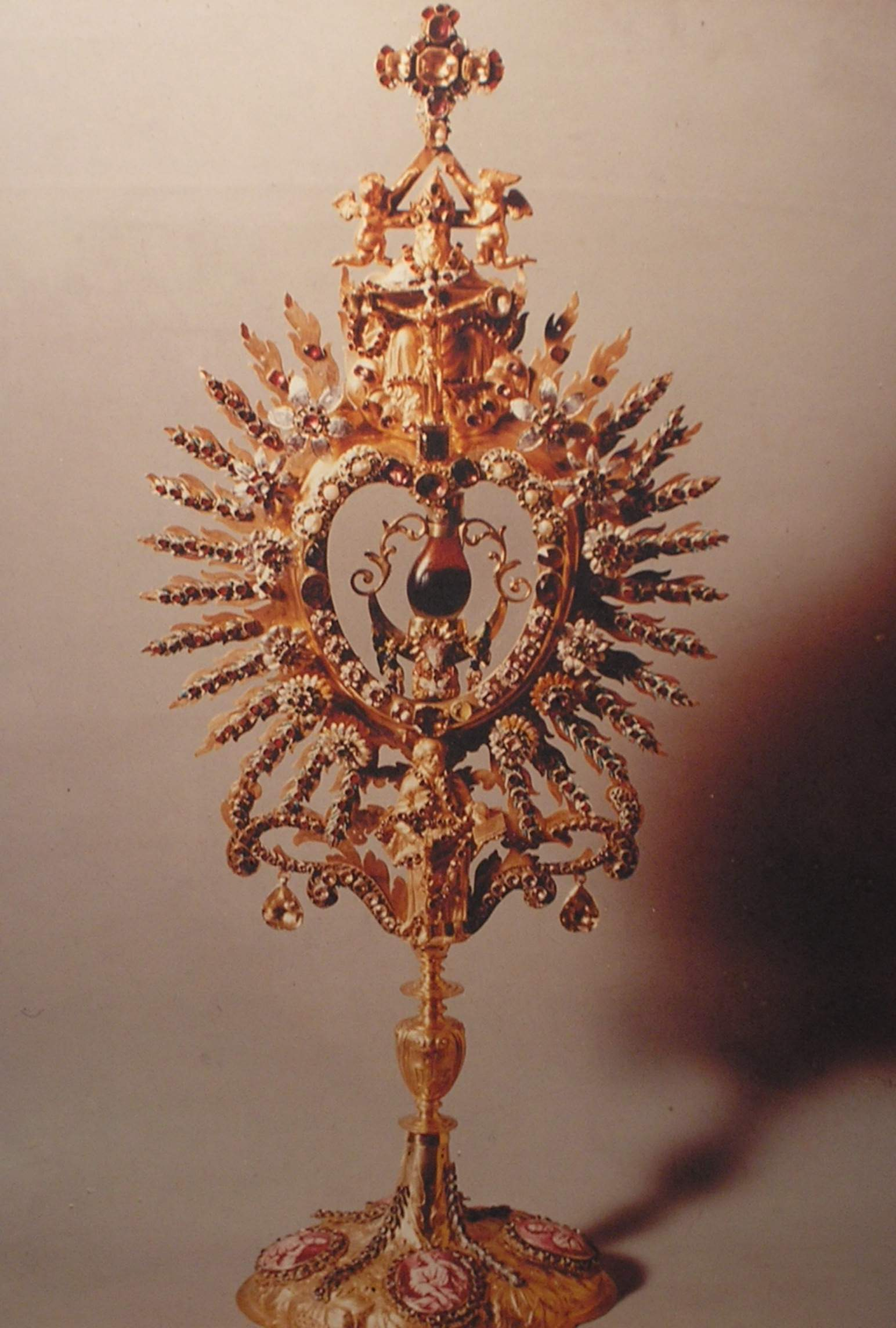
A Szent Vér ereklye díszes tartójában

1468-ban a település a Thuróczy család birtoka lett, kiknek uralma alatt a város kereskedelmi központtá vált. Hetivásárait évszázadokon át szerdai napokon tartották. A fejlődést a török terjeszkedés gátolta meg. Az 1532. évi török hadjárat során több száz környékbeli falu elpusztult, Ludbreg azonban megmenekült. A megmenekülést a Szent Vér csodájának tulajdonítják. 1411-ben ugyanis mise közben a kehelyben a bor Krisztus vérévé változott. A pap ijedtében ritka relikviát az oltár mögé falaztatta be és a rejtekhelyet csak halála előtt árulta el. Az eseményt 1513-ban X. Leó pápa bullájában csodának ismerte el és a település ettől kezdve búcsújáróhely lett. Ennek a csodának tulajdonították a csodás megmenekülést is. Ludbregnek 1635-től az Erdődyek lettek birtokosai. A város a Graz – Varasd – Kapronca postaút egyik fontos állomása volt. Postaállomása a korabeli források szerint már 1556-ban működött, majd 1699-ben, miután Szlavónia keleti része is felszabadult a török uralom alól a postautat Eszékig hosszabbították meg.
1695-ben Ludbreg a Batthyányak birtoka lett. Ebben az időszakban épültek a település ma is látható műemlékei. 1753-ra felépült a barokk Batthyány-kastély, de a család, mely a művészetek nagy pártolója volt, a környéken is sokat építkezett. 1768-ban felépítették a szomszédos Karlovac Szent Rókus-kápolnáját, 1775-ben a szentgyörgyi barokk plébániatemplomot, majd 1779-ben a ludbregi templom kerengőjét is. Ludbreg kívülről is teljesen megújult. 1800-ban lebontották külső falait. A Batthyányiak egészen 1848-ig ítélkezési és pallosjoggal is rendelkeztek. 1817. október 27-én maga I. Ferenc császár is látogatást tett a városban, mely során meglátogatta a kastélyt és a templomban őrzött ereklyét is. Az utolsó Batthyány akinek itt volt a székhelye az 1870-ben meghalt Batthyány Fülöp herceg volt. Tőle a birtokot unokatestvére Batthyány Gusztáv örökölte, majd őt Ödön fia követte, aki a Körmendről irányította az itteni ügyeket. Utolsó tulajdonosa Batthyány László a birtokot Amon Rukavina bárónak adta el, majd tőle a zágrábi Berger cég vásárolta meg. Ők a birtokot felparcellázták és 1939-ben a városnak adták el. Ludbregnek 1910-ben 1724 lakosából 1617 horvát volt. A trianoni békeszerződésig Varasd vármegye Ludbregi járásának székhelye volt. Ma a városnak 3327, a hozzá tartozó településekkel együtt 8667 lakosa van.

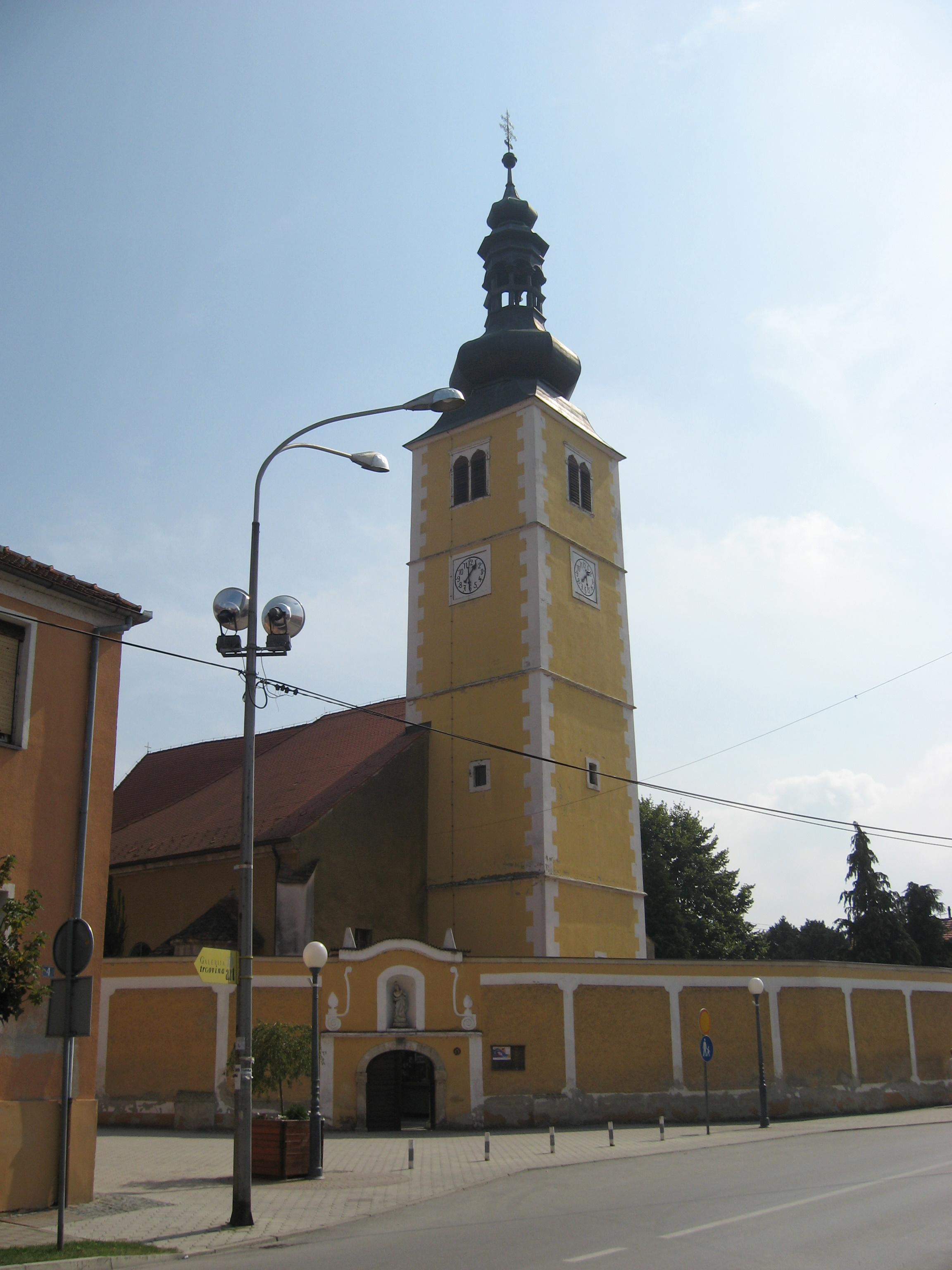
A Szentháromság plébániatemplom

## Nevezetességei
- A barokk Batthyány-kastélyt[2] 1745 és 1753 között építtette gróf Batthyány Lajos egy középkori udvarház helyén. A reprezentatív családi rezidencia építésével Joseph Huber stájer építészt bízták meg. Leghíresebb része a Szent Kereszt-kápolna, az 1411-es Szent Vér-csoda ereklyéjének egykori őrzőhelye. A kápolnát 1753-ban a nagykanizsai Packai Mihály festette ki. A kastélyhoz két gazdasági épület tartozik, közülük a nyugati a Sala Terrena egykor a városi bíróság székhelye volt, szintén barokk freskók díszítik.
- A Szentháromság tiszteletére szentelt plébániatemploma[3] középkori eredetű, mai formájában miután többször is átépítették barokk stílusú. Falfestményeit Mirko Rački készítette. A templom köré 1779-ben kerengőt építettek. A templom 18. század óta őrzi a Szent Vér-ereklyét. Drágakövekkel díszített arany ereklyetartója, mely Strattmann Eleonóra grófnő ajándéka 1721-ben készült. Készítője valószínűleg bécsi mester volt. Az ereklyetartó közepén egy kis üvegcsében látható a szent vér, körülötte szív alakú keret, amelyből kalászokra emlékeztető sugárnyalábok indulnak ki körben. Felül a Szentháromság arany szobrocskája, felette angyalok gyémántköves keresztet tartanak. Az egész monstrancia színes drágakövekkel, gyémántokkal van kirakva, talpán zománcos jelenetek láthatók.
- A Szent Vér-kápolna a horvát szábor fogadalmából 1739-ben épült. Mellette keresztút található.
- A zarándok kápolna hosszas gyűjtés után végül csak a rendszerváltás után, 1994-ben épült fel.

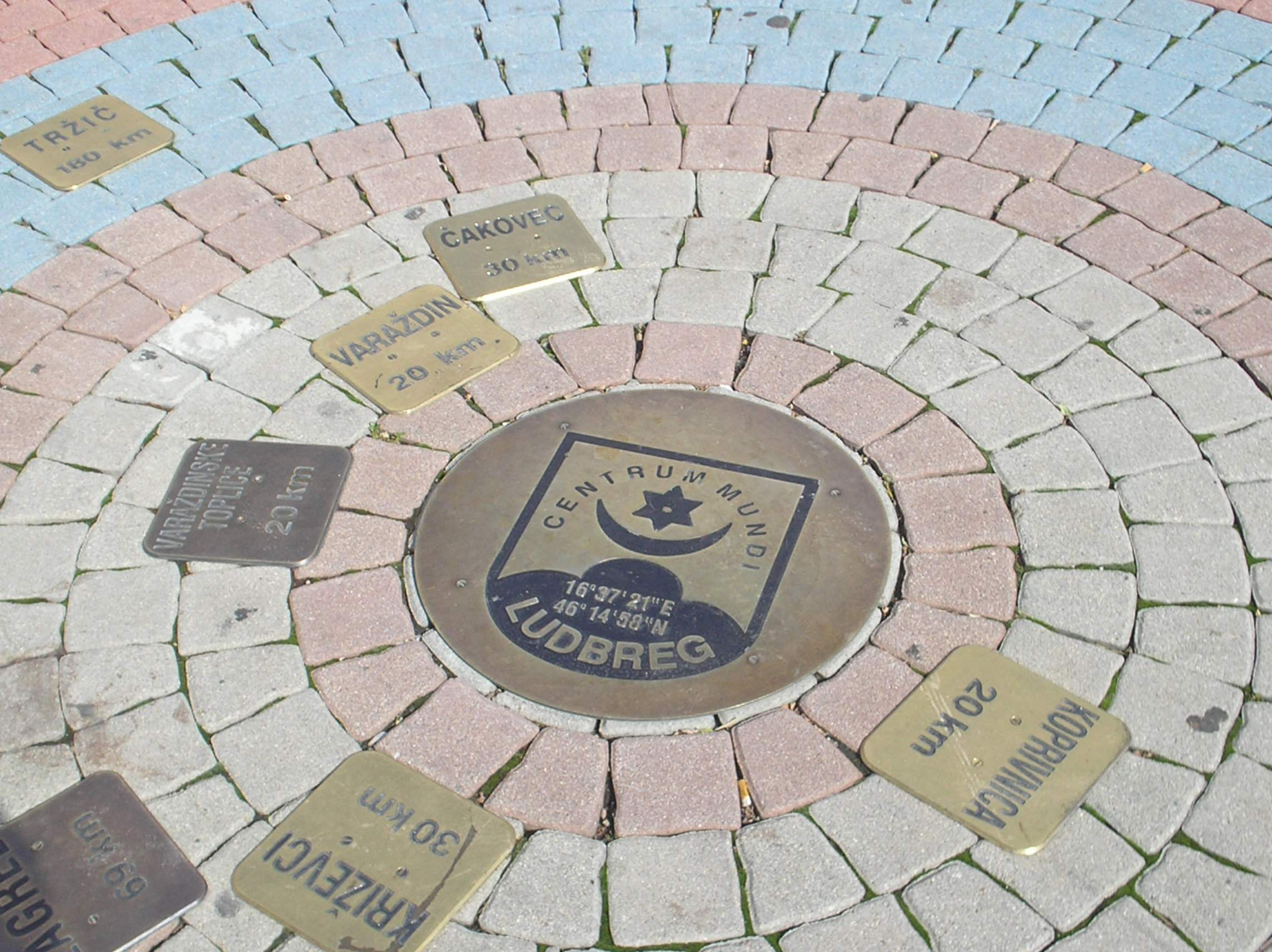
A „világ közepe” Ludbregben

- A városról azt tartják, hogy a világ közepe, mivel a környező nagyobb városoktól egyenlő távolságra található. Erre a tényre egy jel figyelmeztet a város főterén. Ehhez kapcsolódóan a városhoz egy legenda is fűződik. Ez Honorius pálos rendi apát feljegyzésén alapul, mely szerint 1141-ben április 1-jén Varasdfürdőn megszületett Ludberga, a grófi birtok igazgatójának leánya, akiről a város is a nevét kapta. Ludberga azért lett a város védőszentje, mert a legenda szerint a kezében lévő fakereszttel visszakergette a sátánt a föld alá, mégpedig olyan erővel tette ezt, hogy a földgolyó túloldalán kibukkant a földből az Ellen-Drávamente, amelyből mára csak egy kicsiny vulkanikus sziget, Antipodes maradt. A világ közepe napját ezért ma is április 1-jén tartják.
- A Somogyi-kert a mai Ludbreg város központjában található, az ókori Iovia régészeti lelőhelye. A római Iovia a Bednja bal partján épült település volt, amelyet az 1. század folyamán katonai erődként alapítottak a Dráva-limes védelmére. Iovia később várossá nőtte ki magát. Városmagját továbbra sem lehet biztosan meghatározni, de a korábbi kutatások alapján arra lehet következtetni, hogy minden bizonnyal jelentős város volt a Dráva mentén. A város feltehetően a 4. század végén pusztult el. A Somogyi-kertben egy késő ókori fürdőkomplexum, valamint az északi oldalon egy monumentális középület nagy részének maradványai találhatók, melyek a Iovia Régészeti Park keretében kerülnek bemutatásra.[4]
- Ludbreg zsidó temetője. A zsidó közösség tagjai 1886-ig a kaproncai temetőben temették el halottaikat, a mai temető 1890-től üzemel. A temető várostól távol, egy elszigetelt helyen, a Ludbregről Hrastovski felé vezető út mentén található. A katolikus temető hamarosan ennek a zsidó temetőnek a közelébe költözött, majd kibővítésével a városi temető szerves részévé vált. A régi zsidó temetőből mai napig 27 sír és egy sírkápolna, a Scheyer család neoklasszikus sírépítménye maradt fenn. A sírkövek többnyire monolit obeliszk alakúak, néhány pedig sztélé alakú, horvátul, héberül és németül írt feliratokkal.[5]
- A Fájdalmas Szűzanya-kápolnát 1765-ben építették a település akkori magján kívül, annak keleti szélén, a Bednja folyó túlsó partján. Elődje egy 1716-ban készített oszlop volt Fájdalmas Szűzanya alakjával, amelyet később az újonnan épült kápolna belsejében helyeztek el. A kápolna egy kisebb hajóból, egy félköríves apszisból és egy, a homlokzat álló előcsarnokból áll, amely felett a harangtorony emelkedik. Belsejében egy historikus stílusjegyeket őrző, fából készített oltár retabló található, amelynek része a Fájdalmas Szűzanya-szobor karjában a halott Jézussal. Ez a szobor már nem azonos az eredeti, 1716-os szoborral. Maga a kápolna érett barokk műalkotás, klasszicista homlokzati elemekkel. Kis méretei ellenére a kápolna a környék domináns épülete.[6]
- A Honvédő Háború hőseinek emlékműve Goran Petrač akadémiai festőművész munkája. A rozsdamentes acélból készült alkotást 2006-ban állították fel. Magassága 3450 cm, szélessége 4980 cm. Az emlékművet a magányos kelta kövek, a menhirek ihlették és a szerző bevallása szerint kévébe rakott kukoricaszárakat ábrázol. A déli kéve belsejében stilizált kereszt látható. A forma kapuzatra is emlékeztet, mint szimbolikus átmenet a másik világra. A mű az elesett áldozatok szenvedését és nagyságát jelképezi. Az emlékmű monumentalitását növeli a körülötte kialakított nagyobb zöldterület.[7]
- A Gradina Lipa - Katalena régészeti lelőhely körülbelül 2 km-re található a mai Ludbreg központjától. Ez egy, a környező síkság fölé emelkedő kör alakú erőd két földsánccal és két rámpával. A lelőhely datálása csak viszonylag kis mennyiségű kerámia alapján lehetséges, amely a középkorhoz tartozik. A lelőhelyet valószínűleg csak a környező települések lakóinak ideiglenes menedékhelyeként használták. Régészetileg még feltáratlan. A horvát kulturális örökség része, örökségvédelmi jegyzékszáma: Z-1943.[8]